# Ali Huseynli
Ali Huseynli (en azerí: Əli Hüseynli) — una figura política, el presidente adjunto de la Asamblea Nacional de la República de Azerbaiyán (1996-2000), diputado de la Asamblea Nacional de la República de Azerbaiyán (desde 2000), miembro de los grupos de trabajo de las relaciones interparlamentarios de Azerbaiyán-Estonia, Azerbaiyán-Argelia, Azerbaiyán-Ucrania, Azerbaiyán-Japón, el jefe del Comité de la Asamblea Nacional por la política jurídica y construcción estatal, miembro de la delegación de Azerbaiyán en la Asamblea Parlamentaria del Consejo de Europa, vicepresidente de la Comisión de los asuntos jurídicos de la Asamblea interparlamentaria de CEI, primer vicepresidente de la Asamblea Nacional de la República de Azerbaiyán (desde 10 de marzo de 2020). 

## Biografía
Ali Huseynli nació en 1968. Se graduó la facultad jurídica de la Universidad estatal de Bakú.
Entre los años 1991-1995 fue el secretario de audiencia, consultor y el presidente adjunto del Tribunal Supremo de la República de Azerbaiyán. 

### Actividad política
En 1995 Ali Huseynli fue nombrado el experto en la Oficina Ejecutiva del Presidente de Azerbaiyán.
Entre 1996-2000 fue presidente adjunto de la Asamblea Nacional de la República de Azerbaiyán
Desde 2000 Ali Huseynli es diputado de Milli Majlis. 
El 10 de marzo de 2020 en la primera sesión plenaria de Milli Majlis de VI convocación Ali Huseynli fue elegido el primer vicepresidente de Milli Majlis de Azerbaiyán.